# Єврейське кладовище (Чернігів)
Черні́гівське євре́йське кладови́ще (івр. בית קברות) — єврейське кладовище в Чернігові, розташоване за адресою вул. Любецька.
Один із найстаріших збережених некрополів та єдине суто конфесійне кладовище в місті.

## Загальні відомості
Точна дата заснування некрополя невідома. З'явився у першій або другій чверті ХІХ ст. на спеціально купленій єврейською громадою землі, після утворення Петропавлівського кладовища. У основній масі єврейську громаду Чернігова становили хасиди та ашкеназі, лише 0,11% складали православні. Імовірно, що при кладовищі існував будинок для ритуального обмивання (принаймні, цього вимагала традиція).
Площа кладовища не була сталою. За час ХХ ст. вона зросла майже вдвічі: від 2,5 га (1908) до 4,6 га (1953). Наразі територія Єврейського кладовища складає 4,3 га. При цьому, похованнями зайнято не більше 60% від усієї площі некрополя.
Основна маса надгробків першочасу існування некрополя знищена, найбільш ранні, що дійшли до сьогодення, належать до останньої чверті ХІХ ст. Значних руйнувань кладовище зазнало в роки Німецько-радянської війни.
У повоєнний час радянська влада розпочала новий виток антисемітизму, зокрема, в 1959 році було закрито останню діючу синагогу в місті та знято з обліку Чернігівську юдейську громаду з формулюванням «за систематическое грубое нарушение законодательства о религиозных культах» (рос.); 1961 року було проведено відповідну пропаганду в місцевій пресі, а 1968 року кладовище, що мало ще вдосталь вільної території під поховання, було примусово закрите. Останні точкові поховання зроблено в середині 1970-х.
На території Єврейського кладовища Чернігова можна побачити зразки надземних склепів та традиційних юдейських поховальних пам'яток — мацев. Більшість надгробків ХІХ – поч. ХХ ст. прикрашені епітафіями на івриті, двомовними — івритом та російською, або лише російською з використанням юдейської символіки: менора, гексаграма, тощо. Надгробки ХХ ст. практично всі означені російською.
Наразі кладовище доглядається членами чернігівської єврейської громади БЄФ «Хасде-Естер» та комунальними установами міста. Абсолютна більшість поховань у вкрай занедбаному стані.
Час до часу спостерігається вандалізм, імовірно, з боку ультраправих груп.

## Цікаві факти
- Після звістки про поразку під Сталінградом у роки Німецько-радянської війни, в південно-східному куті кладовища нацистами був здійснений розстріл румунських солдат. Тоді ж війська вермахту танками поруйнували склепи і надгробки в центральній частині кладовища[3].
- У західному куті кладовища припускається існування братської могили воїнів, полеглих при визволенні Чернігова в вересні 1943 року[4].
- У роки окупації міста нацистами, побоюючись арештів та погромів під час здійснення поховань на своєму кладовищі, єврейська громада пробувала ховати своїх членів на Петропавлівському кладовищі. Проте антисеміти з числа пастви Російської православної церкви, вважаючи некрополь створеним виключно для своєї конфесії, почали проявляти нетерпимість відносно таких поховань. Показовим є випадок, коли могила юдея була осквернена, а труна з небіжчиком викинута й підпалена[5].
- Основним типом надгробка в юдеїв вважається мацева — вертикальна намогильна плита, прикрашена різьбленням та розлогою епітафією. Порядок прикраси мацеви суворо регламентувався, для чоловіків та жінок зображення були різні. Іноді ім'я померлого не вказувалося, лише рід занять. Найчастіше мацеви робили з каменю, проте існував й рідкісний варіант — плита з дерева. Така мацева, виготовлена з дуба, збереглася на Єврейському кладовищі (нині перебуває у єврейській общині Чернігова).

Напис на івриті (переклад):
|  | Тут похований Чоловік реб Мойша син реба Мордехай помер 16 тамуза [липень-серпень] 1890 року Та буде його душа зав'язана у вузлі життя Сендер нехай душа Його буде освячена З Могильова. |

На думку дослідника В. Я. Руденка, в фінальній частині епітафії, найімовірніше, вказано ім'я майстра, що вирізьбив мацеву — Сендер (Олександр) з міста Могильова.

## Деякі особи, поховані на Єврейському кладовищі
| Прізвище, ім'я, по батькові     | Короткі відомості про особу | Роки життя                    | Надгробок | Ділянка | Примітка                                                   |
| ------------------------------- | --- | ----------------------------- | --------- | ------- | ---------------------------------------------------------- |
| Гольденберг Борис Маркович      | Засновник Чернігівської фабрики лозоплетіння. | 1888–1968                     |           |         | Надгробок встановлено за кошти меценатів                   |
| Давидов Давид Ісайович          | Режисер та актор Київського театру юного глядача. Страчений нацистами в період окупації міста. |                               |           |         |                                                            |
| Данюшевський Йосип Абрамович    | Лікар, син гласного міської думи, купця А. Данюшевського, дід Ф. А. Коцюбинського. | †1909                         |           |         |                                                            |
| Казанов Лейба                   | Вчитель. Вбитий антисемітами. | †4 жовтня (21 вересня) 1902   |           |         |                                                            |
| Калія Розалія Аронівна          | Лікар. | 1905–1975                     |           |         | Надгробок пошкоджено вандалами 2018                        |
| Кесельман-Замдборг Рива Юріївна | Заслужений лікар УРСР. | 1930–1974                     |           |         |                                                            |
| Красильщиков Борис Соломонович  | Член Чернігівської міської управи, гласний міської думи семи скликань. | †1 жовтня (19 вересня) 1893   |           |         |                                                            |
| Метрик Мойсей Бенціонович       | Купець. Родини Метриків та Данюшевських володіли одним із найбільших універмагів міста «Торговля Метрикъ-Данюшевской», що розташовувався на Красній площі Чернігова. | †1 грудня 1909                |           |         |                                                            |
| Муринсон Мойсей Соломонович     | Радянською пропагандою змальовувався, як революціонер-більшовик. У дійсності — дрібний злодій. Помилково викрав на чернігівській залізничній станції наповнену марксистськими прокламаціями валізу, з якою був затриманий і звинувачений у більшовизмі. Страчений гетьманцями.                                                                                     | †1 листопада 1918             |           |         | Надгробок спроектований архітектором В. Павленком у 1970-х |
| Ніцберг Яків Абрамович          | Комісар червоногвардійського загону, що захопив місто у 1919 році. Вбитий офіцером Російської імператорської армії (за іншими даними — студентом) Олександром Панченком (за це більшовики розстріляли матір, батька, двох братів Панченка, а також їх прислугу — гувернантку та її племінницю; братову дружину та ще 26 осіб врятували війська генерала Денікіна). | †24 квітня 1919               |           |         |                                                            |
| Туровський Нохім Абрамович      | Син купця А. Я. Туровського, 25-ти років. Учасник Єврейської самооборони. Вбитий антисемітами під час жовтневої маніфестації, викликаної оприлюдненням 2 листопада (20 жовтня) «Правительственного сообщения» — уточнення до Маніфесту 17 жовтня 1905. | †5 листопада (23 жовтня) 1905 |           |         |                                                            |
| Шильман Йоахим (Ноха) Львович   | Уповноважений Всеукраїнського ревкому, голова Чернігівського підпільного ревкому. Страчений гетьманцями. | †1 листопада 1918             |           |         | Надгробок спроектований архітектором В. Павленком у 1970-х |